# Liste des municipalités du Québec par revenu médian
Liste des municipalités du Québec par revenu médian. Les données proviennent de l'Enquête nationale auprès des ménages (ENM) 2011.
Cette liste ne comprend pas les réserves autochtones.

## Revenu médian par personne les plus élevés
| Rang | Municipalité | Région administrative | Revenu médian par personne en $CAN |
| ---- | ------------ | --------------------- | ---------------------------------- |
| 1    | Fermont      | Côte-Nord             | 66 974                             |
| 2    | Chelsea      | Outaouais             | 53 143                             |
| 3    | Lac-Beauport | Capitale-Nationale    | 49 992                             |
| 4    | Cantley      | Outaouais             | 45 464                             |
| 5    | Candiac      | Montérégie            | 44 838                             |

## Classement des plus grandes villes
| Rang | Municipalité   | Région administrative   | Revenu médian par personne en $CAN |
| ---- | -------------- | ----------------------- | ---------------------------------- |
| 60   | Gatineau       | Outaouais               | 35 647                             |
| 80   | Lévis          | Chaudière-Appalaches    | 34 782                             |
| 120  | Terrebonne     | Lanaudière              | 32 810                             |
| 158  | Québec         | Capitale-Nationale      | 31 400                             |
| 231  | Laval          | Laval                   | 29 786                             |
| 291  | Longueuil      | Montérégie              | 28 385                             |
| 297  | Saguenay       | Saguenay–Lac-Saint-Jean | 28 300                             |
| 397  | Sherbrooke     | Estrie                  | 26 774                             |
| 477  | Trois-Rivières | Mauricie                | 25 550                             |
| 611  | Montréal       | Montréal                | 23 575                             |

## Revenu médian par personne les plus faibles
| Rang | Municipalité             | Région administrative | Revenu médian par personne en $CAN |
| ---- | ------------------------ | --------------------- | ---------------------------------- |
| 915  | Saint-Noël               | Bas-Saint-Laurent     | 15 501                             |
| 916  | La Visitation-de-Yamaska | Centre-du-Québec      | 15 418                             |
| 918  | Saint-Didace             | Lanaudière            | 15 023                             |
| 920  | Litchfield               | Outaouais             | 14 683                             |
| 923  | Dundee                   | Montérégie            | 13 958                             |